# Persianer
Persianer, zuletzt zunehmend als Karakul im Handel, nennt man das Fell des wenige Stunden bis zu einige Tage alten Karakulschafs.
Felle von zu früh geborenen Karakullämmern werden als Breitschwänze oder als Persianer-Breitschwänze bezeichnet. Eine Einleitung dieser Frühgeburten durch äußere Einwirkungen auf die Muttertiere wird gelegentlich angenommen, so etwa in Turkmenistan.
Die Hauptmenge der Felle wird in Russland (Ursprungsland der Karakulzucht, Handelsbezeichnung der Felle auch Bukhara), Afghanistan, Namibia (Handelsbezeichnung auch Swakara) und Südafrika gewonnen. Der Begriff Persianer bezeichnet somit nicht das Herkunftsland, er leitet sich vom früheren Handelsweg über Persien ab.

## Felle
Nach den RAL-Bezeichnungsvorschriften dürfen als „Persianer“ im Handel Karakul-Lammfelle bezeichnet werden,
 wenn die Felle aus
- bucharischer, turkmenischer und kasachischer Erzeugung,
- afghanischer Erzeugung,
- namibischer bzw. südafrikanischer Erzeugung

stammen, und zwar mit oder ohne Herkunftsbezeichnung (RAL 075 A 2).
|             | schwarz | grau | sonstige |
| Namibia     | 75 %    | 20 % | 5 %      |
| Afghanistan | 27 %    | 70 % | 3 %      |
| Sowjetunion | 70 %    | 15 % | 15 %     |

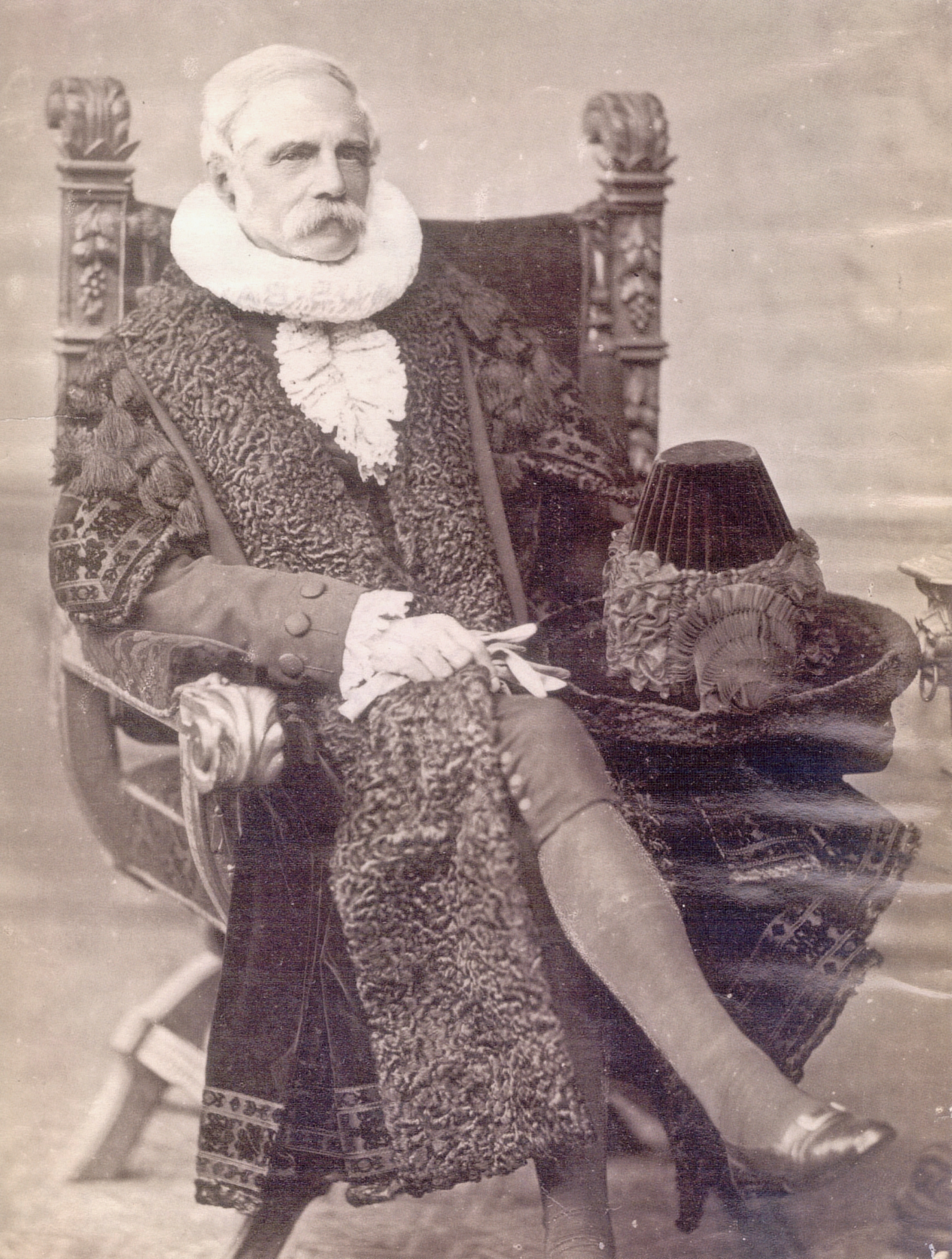
Hamburger Bürgermeister in Ornat aus russischem Persianer (vor 1892)

Die Felle der russischen und afghanischen Persianerlämmer sind in der Regel gelockt mit einer sehr schönen Zeichnung. Swakara haben als Zuchtergebnis in der Regel keine Locken mehr, sondern ein anliegendes, gewelltes (moiriertes) Haar, dem zu früh geborenen Breitschwanz ähnlich. Die alte, auch heute noch gelegentlich benutzte Handelsbezeichnung für die Felle aus Namibia war deshalb Breitschwanzpersianer.
Der Haltbarkeitskoeffizient für Persianer im Vergleich zu anderen Pelzarten beträgt 60–70 %, für Breitschwanz 30–40 %.

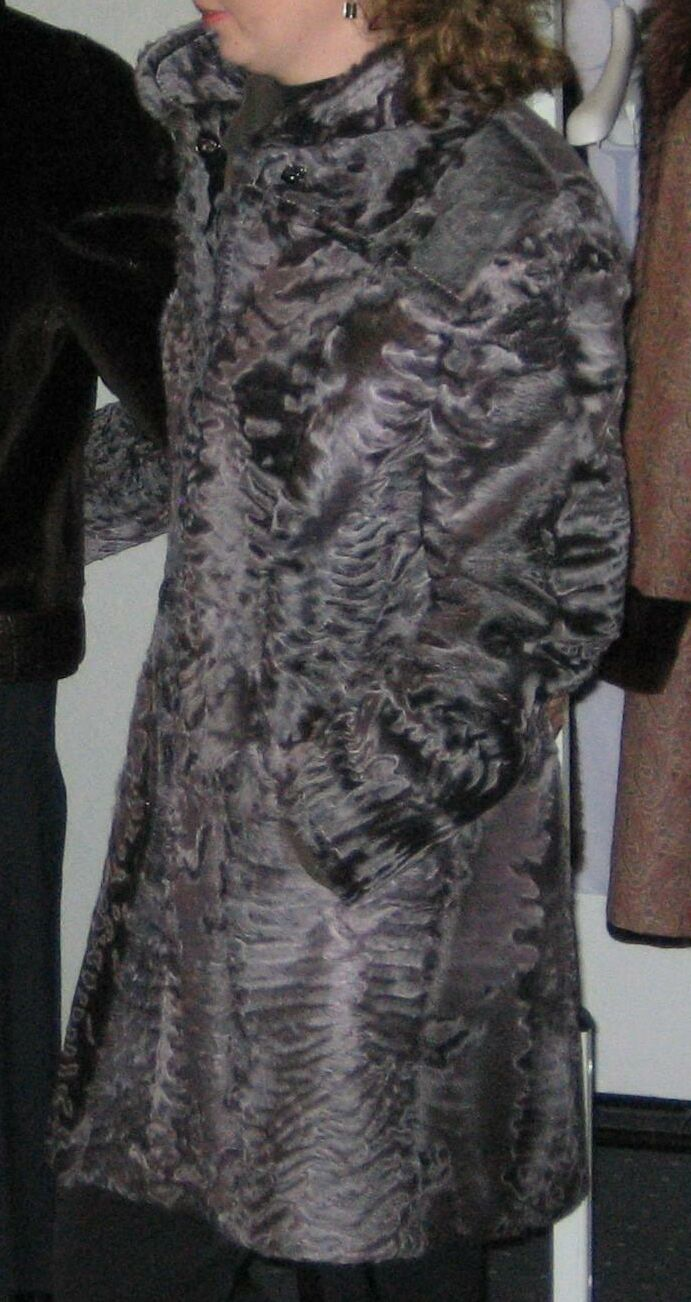
Swakara-Persianer-Mantel (2007)

In Afghanistan gibt es auch eine naturbraune Rasse, die Sur-Persianer. Die Wolle ist besonders haltbar und wird für besonders strapazierte, wertvolle Teppiche verwendet. Die besondere Haltbarkeit gilt auch für die Sur-Persianer-Felle. Wie bei allen Tieren fallen auch weißhaarige an, die insbesondere in Namibia systematisch gezüchtet werden.

## Anmerkung
1. ↑  Die angegebenen vergleichenden Werte (Koeffizienten) sind das Ergebnis vergleichender Prüfung durch Kürschner und Rauchwarenhändler in Bezug auf den Grad der offenbaren Abnutzung. Die Zahlen sind nicht eindeutig, zu den subjektiven Beobachtungen der Haltbarkeit in der Praxis  kommen in jedem Einzelfall Beeinflussungen durch die Pelzzurichtung und die Pelzveredlung sowie zahlreiche weitere Faktoren hinzu. Eine genauere Angabe könnte nur auf wissenschaftlicher Grundlage ermittelt werden. Die Einteilung erfolgte in Stufen von jeweils 10 Prozent. Die nach praktischer Erfahrung haltbarsten Fellarten wurden auf 100 Prozent gesetzt.